# Brauttafel

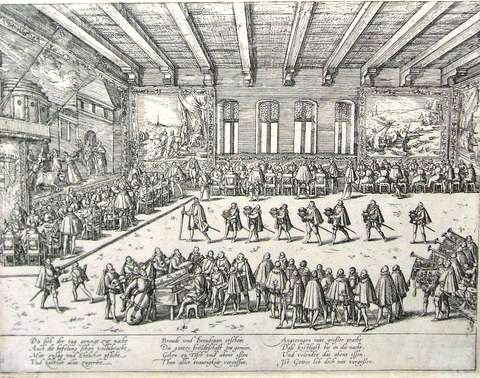
Der Kupferstich Brauttafel von Frans Hogenberg.

Der Kupferstich Brauttafel des Kupferstechers Frans Hogenberg wurde anlässlich der Hochzeit des Erbprinzen Johann Wilhelm mit Jakobe von Baden-Baden in Düsseldorf im Jahre 1585 geschaffen und zeigt die Brauttafel. Es wurde von dem Hofjuristen und bergischen Landschreiber Diederich Graminaeus in dem Band „Beschreibung derer Fürstlicher Gülig’scher Hochzeit, so im jahr Christi tausent fünfhundert achtzig fünff, am sechszehenden Junij und nechstfolgenden acht tagen, zu Düsseldorff mit grossen freuden, Fürstlichen Triumph und herrligkeit gehalten worden“ in Köln 1587 veröffentlicht.

## Beschreibungen

### Georg Spickhoff
Spickhoff beschreibt eingehend den Kupferstich. So war der Boden des Festsaals mit Blumen bestreut und dessen Wände waren mit Bildteppichen geschmückt. Thema der Wandteppiche war die Apostelgeschichte des Lukas mit dem Leben und Wirken des Apostels Paulus: Darunter die Geschichte, als in Lystra Paulus und Barnabas für Götter gehalten wurden (Apg 15,1–35), weiter die Geschichte, als der galiläische König Agrippa Paulus als Gefangenen nach Rom schickte (Apg 27,1-28,31). Ebenso werden die Hochzeitsgäste an der Tafel beschrieben, neben der Braut und dem Bräutigam den Vertreter des Kaisers, und Gesandten aus Herzogs von Parma, Niederlanden, Bayern, Köln, Trier und Mainz. Weiter beschreibt er die in der Mitte befindliche Gruppe, die die Gerichte zur Tafel bringt. Die Gruppe besteht aus einer Reihe von Edelleuten, darunter dem Herrn von Hatzfeld-Wildenburg, Ahne der Herren von Nesselrode. Sie werden von dem Zeremonienmeister geleitet, der sie zur Tafel führt. Die Adligen durften zuvor die Gerichte an den Saaltüren abholen und tragen sie durch den Raum. An der Tafel angekommen, durften sie die Speisen den Dienern des Hofes an der Tafel überreichen. Im Vordergrund befinden sich die Fanfarenbläser und Pauker, Musiker und Sänger, darunter bedeutende Musiker aus Lüttich und Köln:

„Der große Saal war eigens zu diesem Zwecke an das Schloß angebaut worden. Zum Schmuck der Wände dienten Bildteppiche aus der Apostelgeschichte (links: die Einwohner von Listra, mit dem Oberpriester an der Spitze, wollen Paulus und Barnabas göttliche Opfer bringen, Mitte links: die Kriegsobersten erzählen dem König Agrippa von den Taten des Paulus; Mitte rechts: Schiffbruch Pauli auf dem Wege nach Rom; im Hintergrunde die Szene, wie Paulus eine Natter, die aus dem Feuer an seine Hand springt, zurückschleudert und zum Zeichen seiner göttlichen Sendung unverletzt bleibt.) Der Boden ist mit Blumen bestreut.Die Rangordnung der Gäste ist von links nach rechts: Unter dem Baldachin die Braut, rechts von ihr der alte Herzog, Sibylle, die Damen der badischen Verwandtschaft; links von ihr Johann Wilhelm, der Graf von Manderscheid, als Vertreter des Kaisers; ferner die Gesandten des Herzogs von Parma, Statthalters Philipp II. in den Niederlanden, des bayrischen Hofes, der Kurfürsten von Köln, Trier, Mainz, der hohe Adel usw. Rat- und Domkapitel der Stadt Münster ließen sich entschuldigen wegen der Kriegsläufte. Alle Hochzeitsgäste sind nach der herrschenden, spanischen Mode gekleidet, die Damen in weiß-goldenem Brokat, die Herren in weißem Taft mit schwarzen Seidenmantillen, sonst herrschen die Farben des Herzogs: inkarnat-weiß-grün. Bei der Tafel aufzuwarten war eine dem Adel vorbehaltene hohe Ehre. Die Gerichte wurden an den Saaltüren von den Edelleuten in Empfang genommen und unter Vorantritt des Zeremonienmeisters an die Tafel gebracht; dort übernahmen die Truchsessen, Mundschenke, Vorschneider die Schüsseln und bedienten eigenhändlig. (Auch hier findet sich eine große Reihe bekannter Namen, z.B. der eines Herrn von Hatzfeld-Wildenburg, Ahne des derzeitigen Rheinlandkommissars, eines Herrn von Nesselrode, dessen Nachkomme zur Zeit von Goethes Besuch in Pempelfort Statthalter von Jülich-Berg war.) Sein Palais steht heute noch gegenüber dem ‚Schiffchen‘. Im Vordergrunde rechts Fanfarenbläser und Pauker für den Tusch bei Trinksprüchen und für den Tanz, (!) links Musiker und Sänger für die Tafelmusik, darunter namentlich aufgeführt z.B. Meister Heinrich, Domsangmeister zu Lüttich, Meister Wilhelm, Sangmeister zu St. Mergen in Cölln usw. Das Instrument auf dem Tische ist ein Klavichord. Die Geigen, das Cello haben noch nicht die spätere endgültige Barockform und sind fünfsaitig. In der Mitte ein Teil der zuschauenden Edelleute.“

### Diederich Graminaeus
Gramineus beschreibt in seinem Werk, die Brauttafel:

Beschreibungen des D. Graminaeus zur Brauttafel
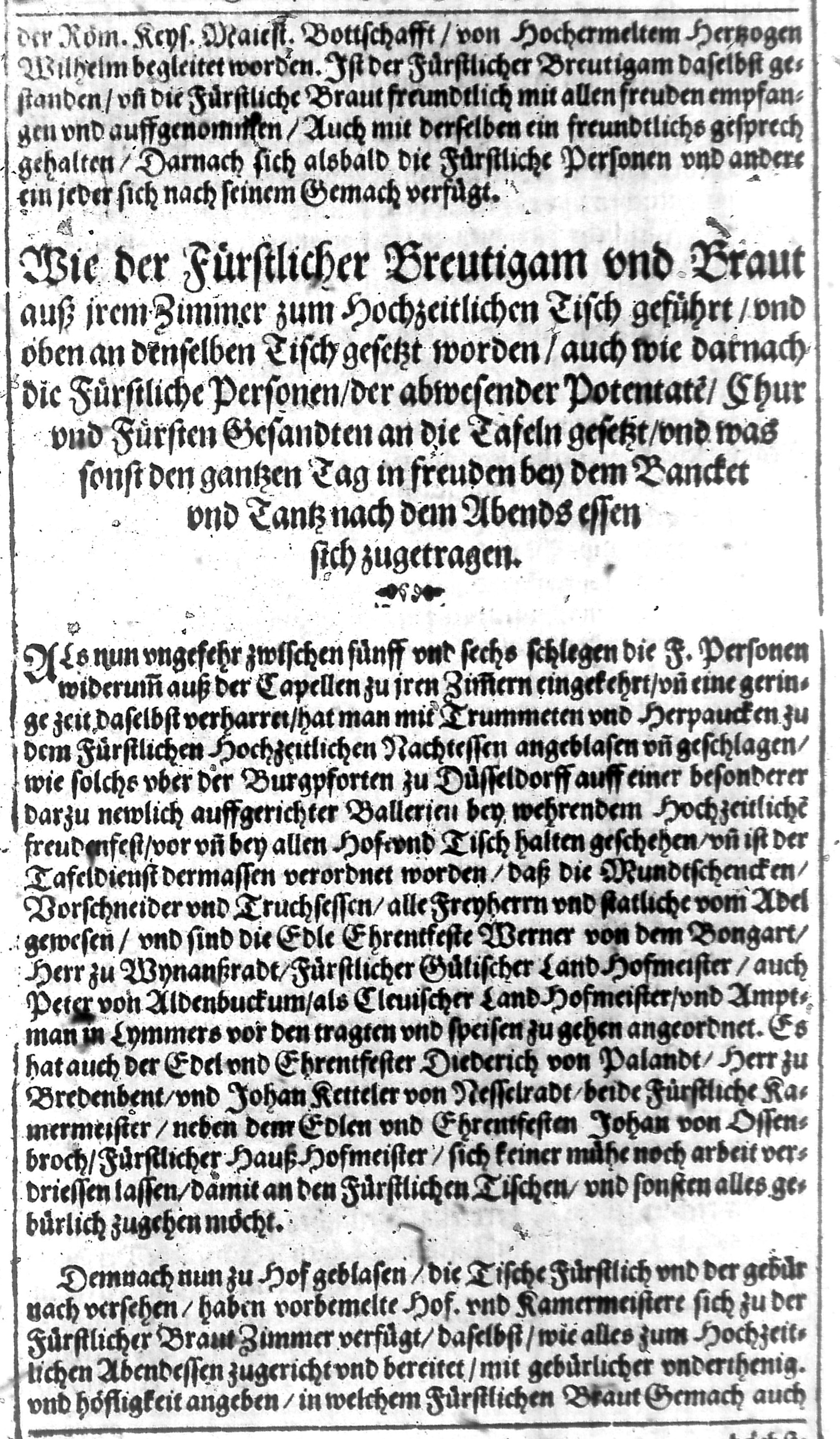
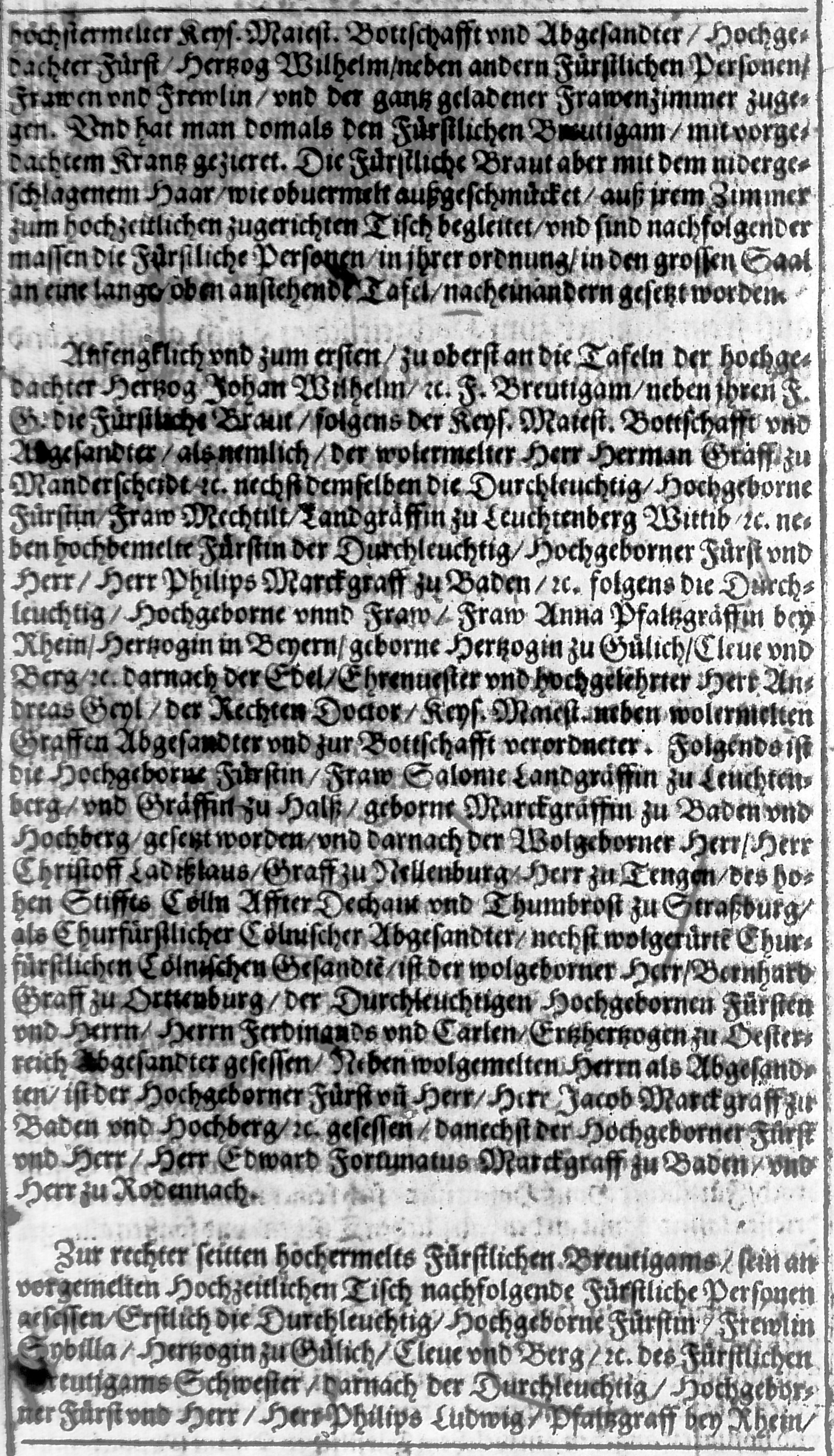
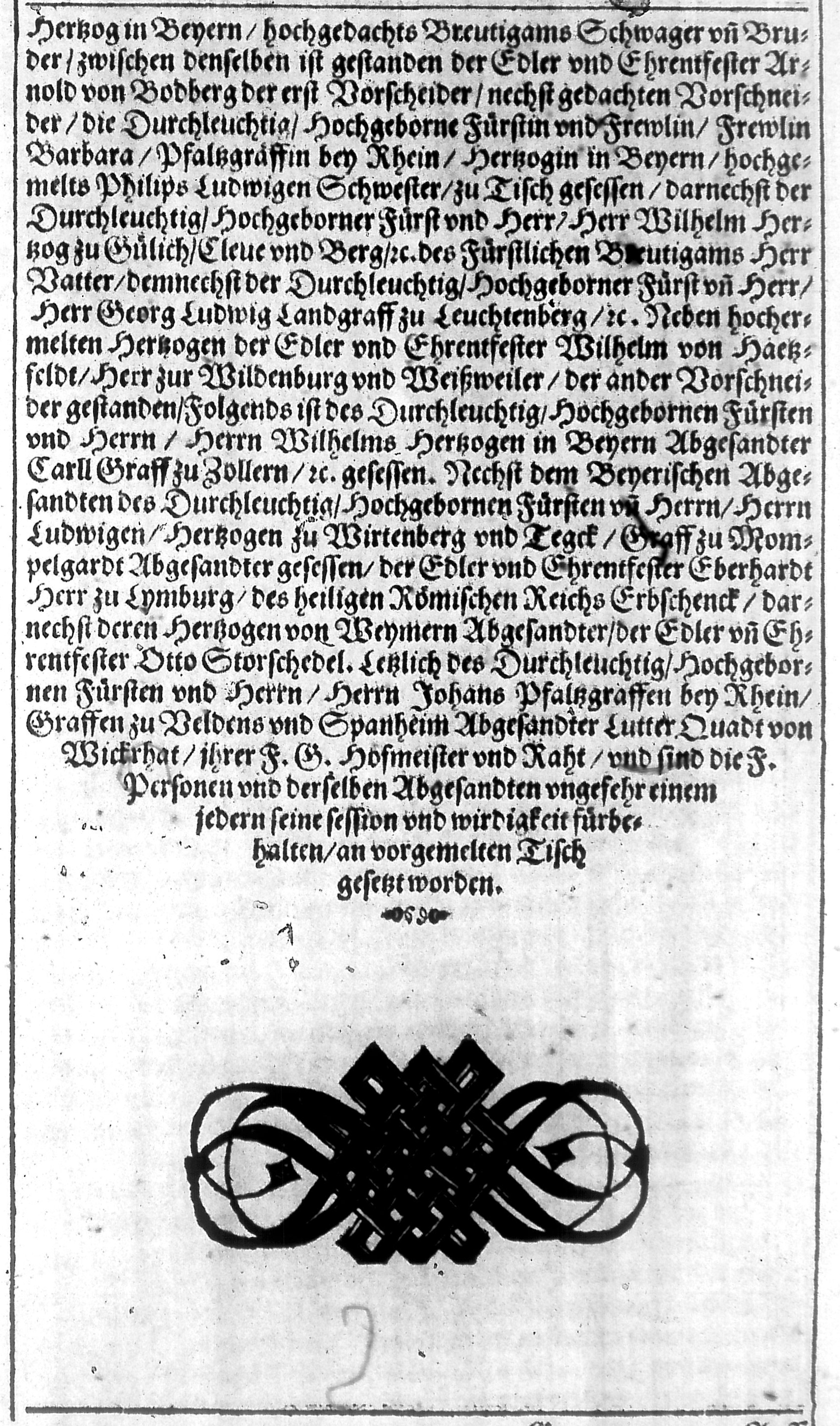

Unterhalb der Bildtafel schrieb Diederich Graminaeus:
Da sich der tag geneigt zur nacht

Auch die betefelung schon vollnbracht,

Mitt zulag und Ehelicher pflicht

und köstlich alles zugericht

Braudt und Breudegam erscheinen

Die ganze freudtschaft ins […]

Gehen zu Tisch und abend […]

Thun aller traurigkeit vergessen,

Angetragen mitt großer pracht

daß köstligst bis in die nacht,

und volendet das abent essen,

Ist Gottes lob doch nitt vergesßen.

## Bilder

Kupferstich (Brauttafel) von Frans Hogenberg
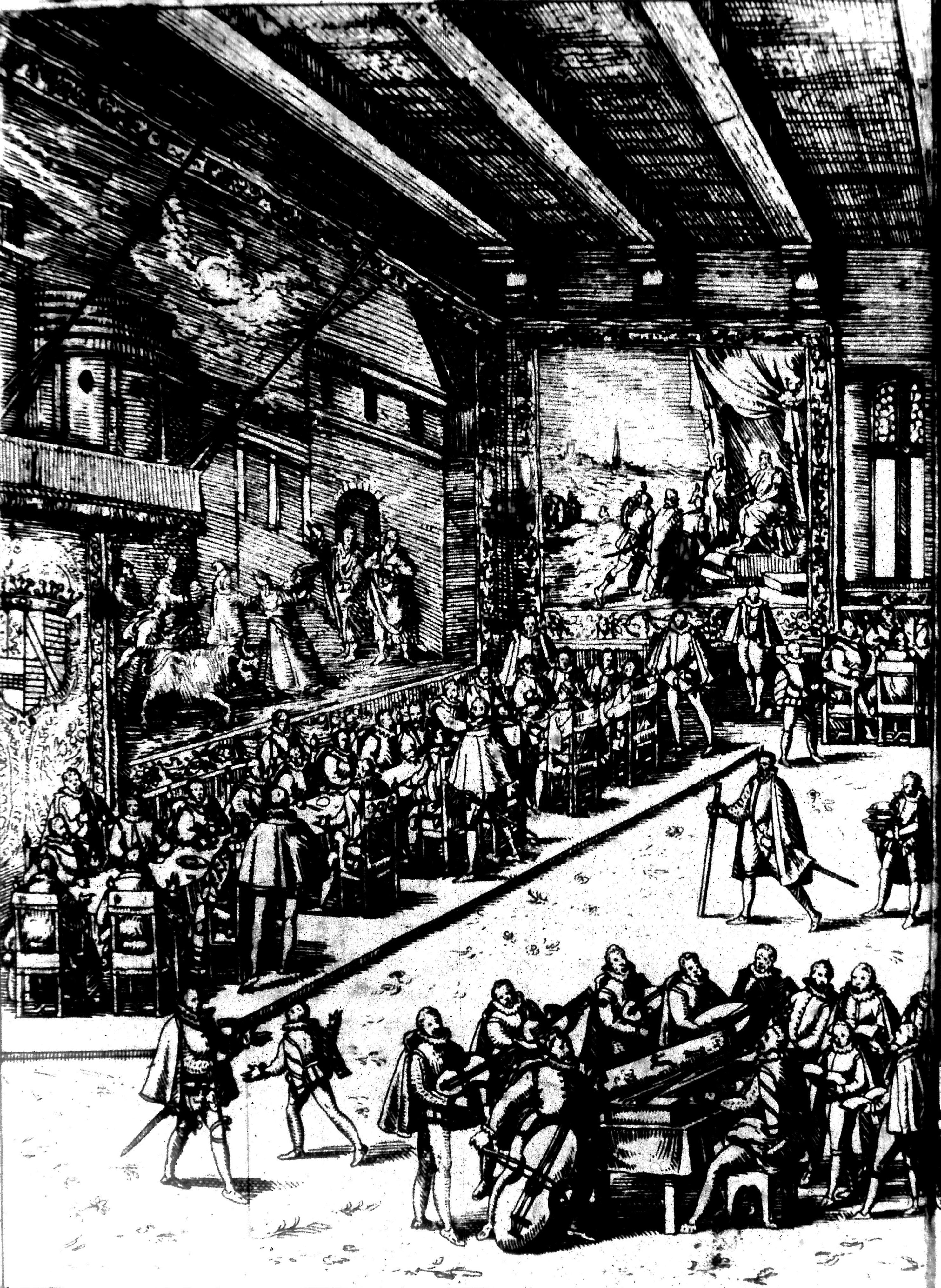
Linke Bildhälfte
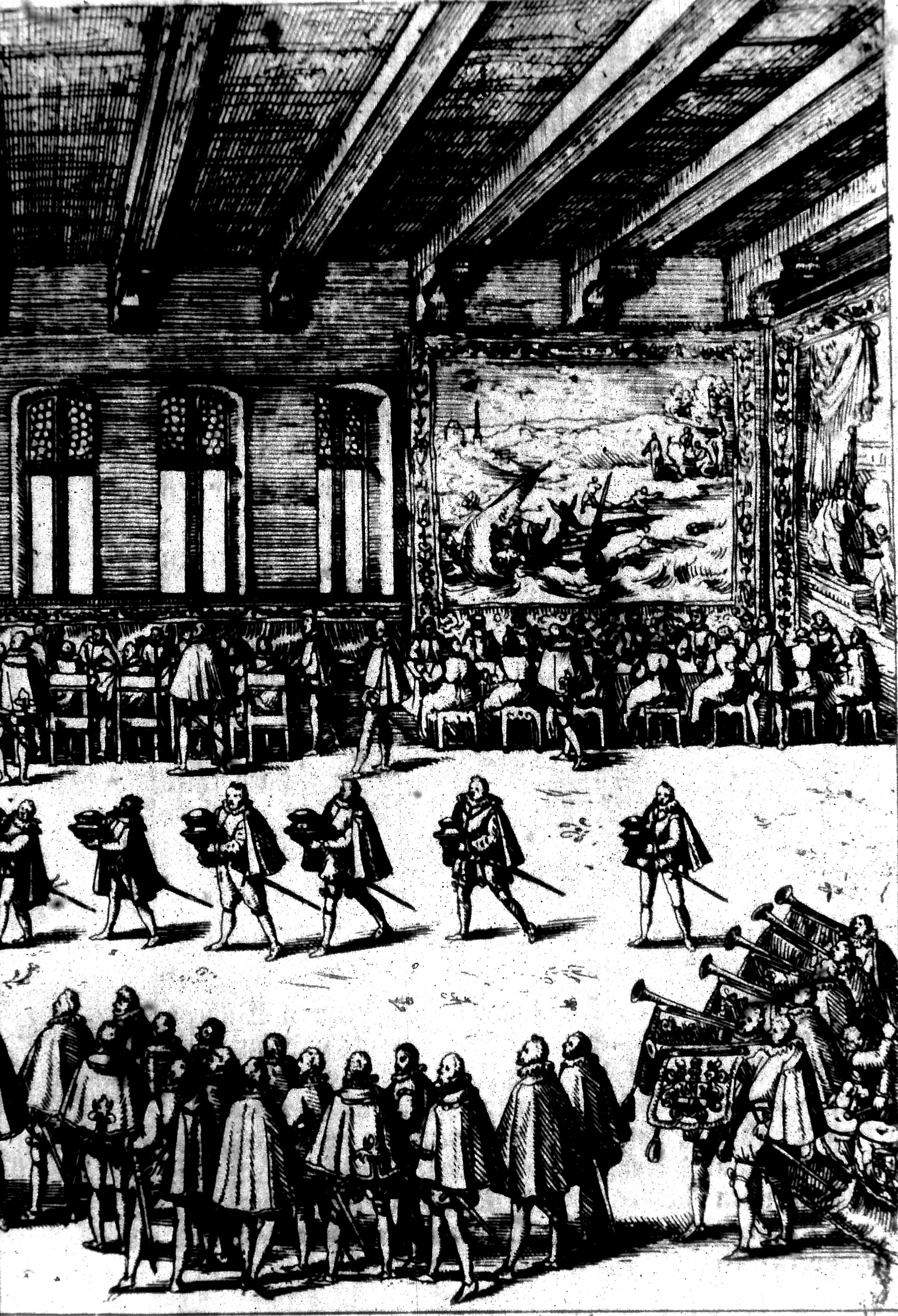
Rechte Bildhälfte